# Kazimierz Bogaczewicz

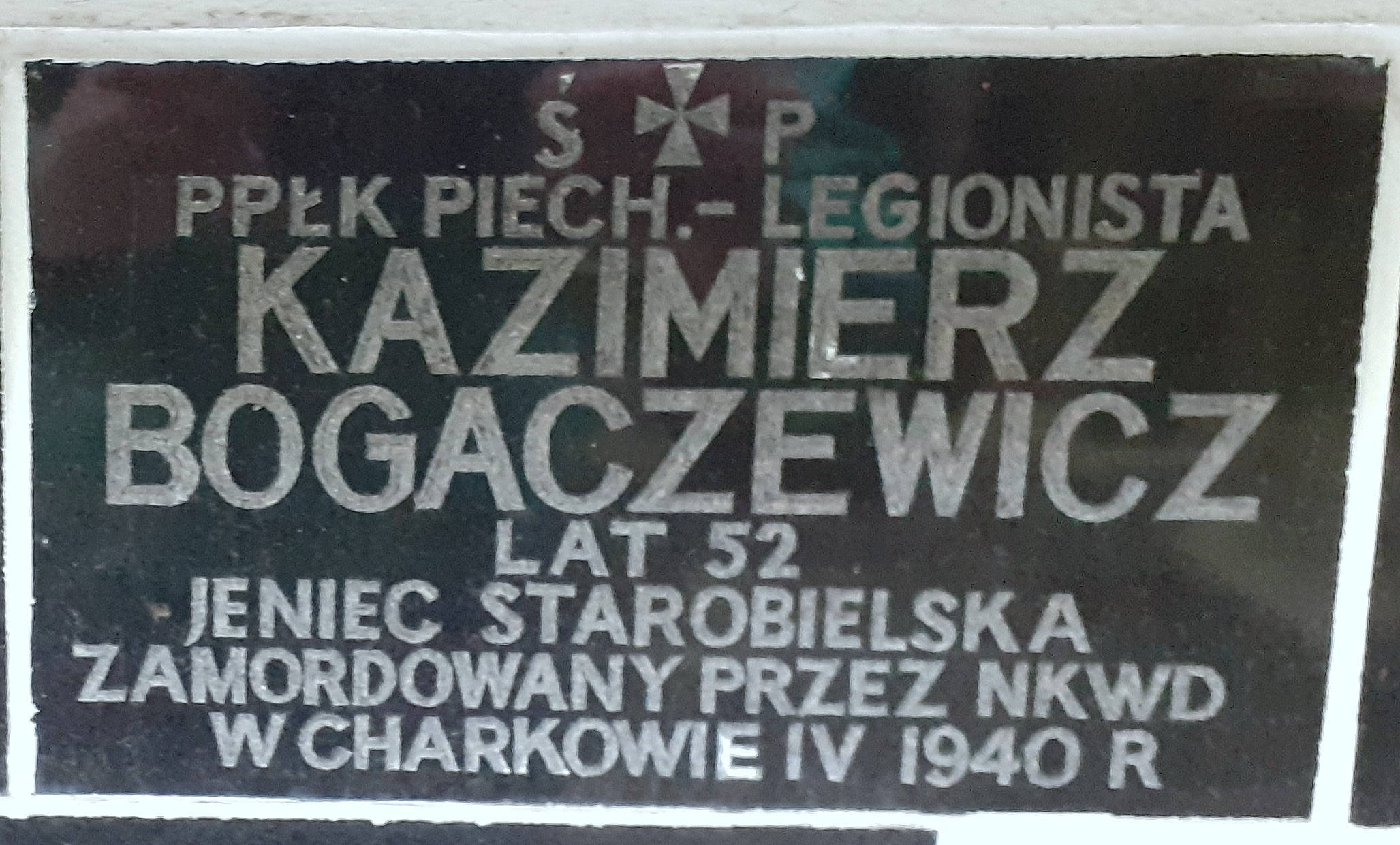
Tabliczka upamiętniająca na ścianie kościoła św. Karola Boromeusza w Warszawie

Kazimierz Bogaczewicz (ur. 2 marca 1886, 1887 lub 1888 w Humniskach, zm. kwiecień 1940 w Charkowie) – podpułkownik piechoty Wojska Polskiego, działacz niepodległościowy, kawaler Orderu Virtuti Militari, ofiara zbrodni katyńskiej.

## Życiorys
Urodził się 2 marca 1886, 1887 lub 1888 w Humniskach, w rodzinie Franciszka (rękodzielnik w Humniskach) i Marii z Orzechowskich. W 1907 zdał egzamin dojrzałości w C. K. Gimnazjum Męskim w Sanoku (w jego klasie byli m.in. Jakub Hanus, Kazimierz Vetulani). Ukończył studia prawa na Wydziale Prawa Uniwersytetu Lwowskiego.
Był członkiem Polskich Drużyn Strzeleckich od 1912 do 1913, w tym pracował jako instruktor PDS w Brzozowie tuż obok rodzinnych Humnisk. Po wybuchu I wojny światowej wstąpił do Grupy Strzeleckiej Józefa Piłsudskiego 6 sierpnia 1914, a następnie do Legionów Polskich, gdzie służył w 2 kompanii I batalionu 1 pułku piechoty w składzie I Brygady, później służył w kompanii narciarskiej Mariusza Zaruskiego. Odbył kurs w Szkole Podchorążych od maja do lipca 1915, po czym został skierowany do 6 pułku piechoty w składzie III Brygady. Od września 1916 przebywał na froncie, 15 listopada 1915 został awansowany do stopnia chorążego. Podczas walk I wojny światowej został ranny pod Kamieniuchą. Awansowany na podporucznika piechoty od 1 kwietnia 1916. Od kwietnia do czerwca 1917 kierował Powiatowym Urzędem Zaciągu w Rawie Mazowieckiej. Po kryzysie przysięgowym z 1917 był oficerem Polskiego Korpusu Posiłkowego. Został awansowany do stopnia porucznika piechoty 27 listopada 1917. Po bitwie pod Rarańczą z lutego 1918 został internowany w obozie w Dułowie (węg. Dulfalva) na Zakarpaciu do połowy kwietnia 1918, a następnie wcielony do armii austro-węgierskiej.
W listopadzie 1918 wstąpił do Wojska Polskiego. Był przydzielony do 25 pułku piechoty. W jego szeregach brał udział w wojnie polsko-ukraińskiej i wojnie polsko-bolszewickiej. Został awansowany do stopnia majora piechoty ze starszeństwem z dniem 1 czerwca 1919. W kolejnych latach 20. był oficerem w 54 pułku piechoty w Tarnopolu, gdzie w 1923, 1924 pełnił funkcję dowódcy III batalionu. W maju 1925 został przeniesiony do 78 pułku piechoty w Baranowiczach. W sierpniu tego roku wrócił do 54 pp na stanowisko dowódcy I batalionu. 5 maja 1927 został przesunięty na stanowisko zastępcy dowódcy pułku. 12 kwietnia 1927 awansował na podpułkownika piechoty ze starszeństwem z dniem 1 stycznia 1927 i 25. lokatą w korpusie oficerów piechoty. Z dniem 25 sierpnia 1931 został przeniesiony do 42 pułku piechoty w Białymstoku na stanowisko dowódcy pułku. Pomysłem Bogaczewicza była reorganizacja Wojskowego Klubu Sportowego w wielosekcyjny klub cywilno-wojskowy Białostocki Klub Sportowy Jagiellonia. Był współzałożycielem i wiceprezesem tego klubu. W listopadzie 1935 został przeniesiony do Dowództwa Okręgu Korpusu Nr III w Grodnie. Od 1937 pełnił funkcję dowódcy obrony przeciwlotniczej w DOK nr III w Grodnie. Z dniem 31 grudnia 1938 przeszedł w stan spoczynku. Pozostał w Grodnie i tam osiadł.
Wobec zagrożenia wojną w 1939 zmobilizowany do służby czynnej jako szef OPL Samodzielnej Grupy Operacyjnej „Narew”. Walczył w kampanii wrześniowej. Po agresji ZSRR na Polskę w nieznanych okolicznościach dostał się do niewoli sowieckiej i został osadzony w obozie w Starobielsku. W 1940 zamordowany przez funkcjonariuszy NKWD w Charkowie na mocy decyzji Biura Politycznego KC WKP(b) z 5 marca 1940. Pogrzebano go potajemnie w bezimiennej mogile zbiorowej w Piatichatkach, gdzie od 17 czerwca 2000 mieści się oficjalnie Cmentarz Ofiar Totalitaryzmu w Charkowie. Figuruje na Liście Starobielskiej NKWD, pod poz. 197.

## Ordery i odznaczenia
- Krzyż Srebrny Orderu Wojskowego Virtuti Militari nr 511 (28 lutego 1921)[24]
- Krzyż Niepodległości (6 czerwca 1931)[25][26]
- Krzyż Kawalerski Orderu Odrodzenia Polski (11 listopada 1937)[27][28]
- Krzyż Walecznych (czterokrotnie)
- Złoty Krzyż Zasługi (10 listopada 1928)[29]
- Medal Pamiątkowy za Wojnę 1918–1921
- Medal Dziesięciolecia Odzyskanej Niepodległości
- Odznaka pamiątkowa 42 pułku piechoty (II RP)[30]
- Krzyż Żelazny 2. klasy (Cesarstwo Niemieckie, 12 maja 1917)[31]

## Upamiętnienie
- 5 października 2007 minister obrony narodowej Aleksander Szczygło mianował go pośmiertnie na stopień pułkownika[32][33][34]. Awans został ogłoszony 9 listopada 2007 w Warszawie, w trakcie uroczystości „Katyń Pamiętamy – Uczcijmy Pamięć Bohaterów”[35][36][37].
- W ramach akcji „Katyń... pamiętamy” / „Katyń... Ocalić od zapomnienia”, Kazimierz Bogaczewicz został uhonorowany poprzez zasadzenie Dębu Pamięci przy Zespole Szkół im. Macieja Rataja w Reszlu[38].